# Valencia (provincie)
Valencia (Valenciaans: València) is een provincie van Spanje en maakt deel uit van de regio Valencia. De provincie heeft een oppervlakte van 10.806 km². De provincie telde 2.593.243 inwoners in 2021 verdeeld over 266 gemeenten. Er waren in 2004 90 gemeenten met minder dan 1000 inwoners.
Hoofdstad van Valencia is Valencia.

## Bestuurlijke indeling
De provincie Valencia bestaat uit 17 comarca's die op hun beurt uit gemeenten bestaan. De comarca's van Valencia zijn:
- Camp de Túria
- Camp de Morvedre
- La Canal de Navarrés
- Costera
- Hoya de Buñol
- València
- Horta Nord
- Horta Oest
- Horta Sud
- Requena-Utiel
- Rincón de Ademuz
- Ribera Alta
- Ribera Baixa
- Safor
- Los Serranos
- Vall d'Albaida
- Valle de Cofrentes

Zie voor de gemeenten in Valencia de lijst van gemeenten in provincie Valencia.

## Demografische ontwikkeling
Bron: INE
Opm: Bevolkingscijfers in duizendtallen
Provincies: Alicante · Castellón · Valencia

Comarques: Alacantí · Alcoià · Alcalatén · Alt Maestrat · Alt Millars · Alt Palància · Alt Vinalopó · Baix Maestrat · Baix Segura · Baix Vinalopó · Camp de Morvedre · Camp de Túria · Canal de Navarrés · Comtat · Costera · Foia de Bunyol · Horta Nord · Horta Oest · Horta Sud · Marina Alta · Marina Baixa · Ports · Plana Alta · Plana Baixa · Plana d'Utiel · Racó · Ribera Alta · Ribera Baixa · Safor · Serrans · Valencia · Vall d'Albaida · Vall de Cofrents · Vinalopó Mitjà